# Brotogeris
Brotogeris és un gènere d'ocells de la família dels psitàcids endèmic d'Amèrica Central i del Sud.

## Descripció
Mesuren uns 23 cm i són molt sociables. Són de cos compacte i en ocasions de cua allargada i estreta perquè només les timoneres centrals són llargues. Es caracteritzen per tenir una coloració principalment verdosa, sense dimorfisme sexual molt abundants en les respectives àrees de distribució. Principalment s'alimenten de llavors, fruita, brots i insectes i com la majoria de cotorres, nidifiquen en forats d'arbres.

## Comportament en captivitat
Els resultats de la reproducció s'obtenen amb més probabilitat quan s'allotgen en grups reduïts i no com a parelles individuals. En captivitat, solen ser força feréstecs per la qual cosa és important tenir només parelles sexades i introduir alhora tots els membres del grup dins aviari. Reintroduir qualsevol individu que s'hagi extret serà un cau de problemes, tot i que els ocells joves que s'han criat a l'aviari normalment s'acceptaran sense problemes. Es poden alimentar igual que altres espècies de lloros i cotorres, encara que la fruita hauria de tenir una part més important en la dieta.

## Taxonomia
El gènere Brotogeris va ser introduït el 1825 pel zoòleg irlandès Nicholas Aylward Vigors amb la cotorreta caragrisa com a espècie tipus. El nom prové del grec antic «brotogērus» que significa “amb veu humana”.
Segons la Classificació del Congrés Ornitològic Internacional (versió 14.2, 2024) aquest gènere està format per 8 espècies:
- cotorreta alagroga (Brotogeris chiriri).
- cotorreta aladaurada (Brotogeris chrysoptera).
- cotorreta d'ales cobalt (Brotogeris cyanoptera).
- cotorreta de barbeta taronja (Brotogeris jugularis).
- cotorreta caragrisa (Brotogeris pyrrhoptera).
- cotorreta frontgroga (Brotogeris sanctithomae).
- cotorreta tirica (Brotogeris tirica).
- cotorreta versicolor (Brotogeris versicolurus).